# Xarxa de carreteres de Mallorca
La xarxa de carreteres de Mallorca està formada per totes aquelles carreteres que discorren per l'illa. Són competència del Departament d'Obres Públiques del Consell Insular de Mallorca.
La xarxa es divideix en tres categories:
- Xarxa primària bàsica: Constituïda per les carreteres per on discorre el trànsit d'interès general, per la importància quantitativa o qualitativa que tenen, per comunicar les principals localitats o comarques, els ports o aeroports i per servir de base als principals eixos econòmics, comercials i turístics, i que formen una xarxa connexa.
- Xarxa primària complementària: En la qual s'inclouen aquelles carreteres que, sense tenir les característiques de la xarxa primària, serveixen de comunicació intercomarcal, o compleixen una funció que supera l'àmbit municipal distribuint el trànsit per tota l'illa
- Xarxa secundària: Constituïda per aquelles carreteres la funció de les quals es limita a donar solució al transport viari preferentment en l'àmbit propi del terme municipal.

## Xarxa primària bàsica

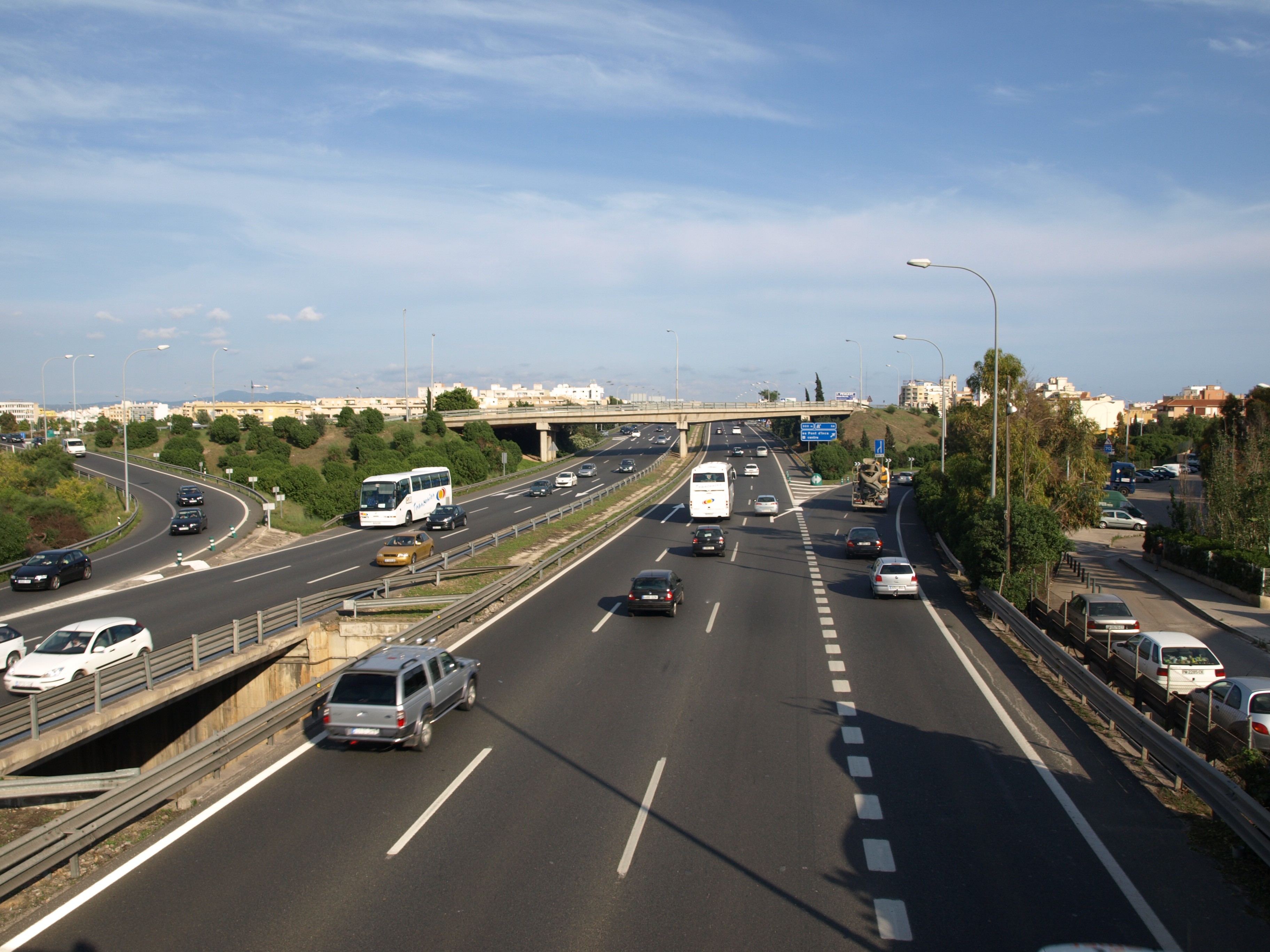

| Identificador | Denominació                                         | Longitud (km) | Recorregut                                               |
| ------------- | --------------------------------------------------- | ------------- | -------------------------------------------------------- |
| Ma-1          | Eix de ponent o autopista de ponent                 | 26            | Palma - Andratx                                          |
| Ma-11         | Carretera de Sóller                                 | 26,4          | Palma - Port de Sóller                                   |
| Ma-13         | Eix central o autopista d'Inca                      | 52            | Palma - Alcúdia                                          |
| Ma-15         | Carretera de Manacor                                | 83            | Palma - Capdepera                                        |
| Ma-19         | Eix o autopista de Llevant o autopista de Llucmajor | 60            | Palma - Porto Petro                                      |
| Ma-20         | Via de Cintura                                      | 11            | Segona ronda de circumval·lació de Palma. Ma-1 Ma-19     |
| Ma-30         | Segon Cinturó                                       | 8             | Tercera ronda de circumval·lació de Palma. Ma-13 - Ma-19 |

## Xarxa primària complementària

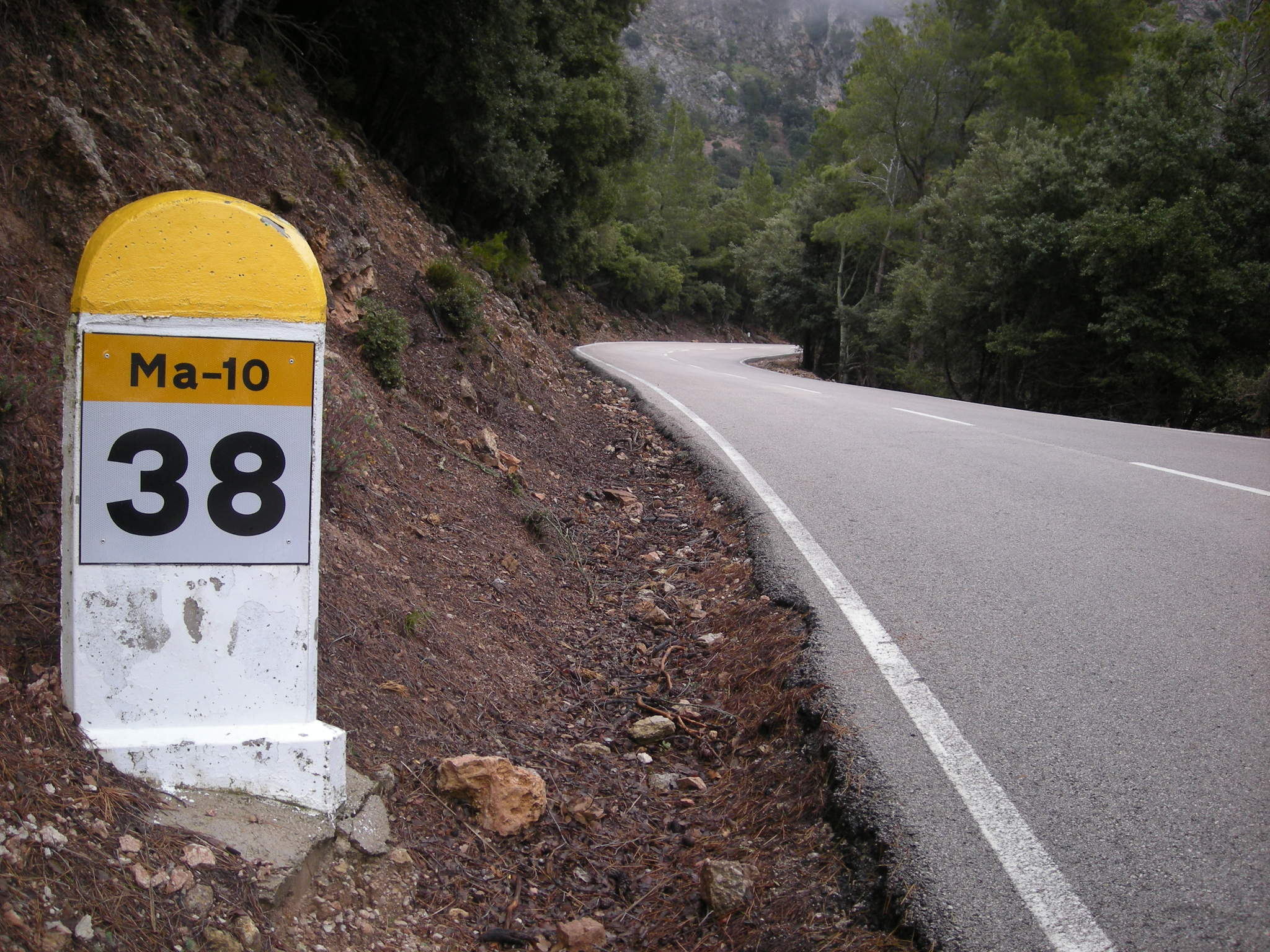

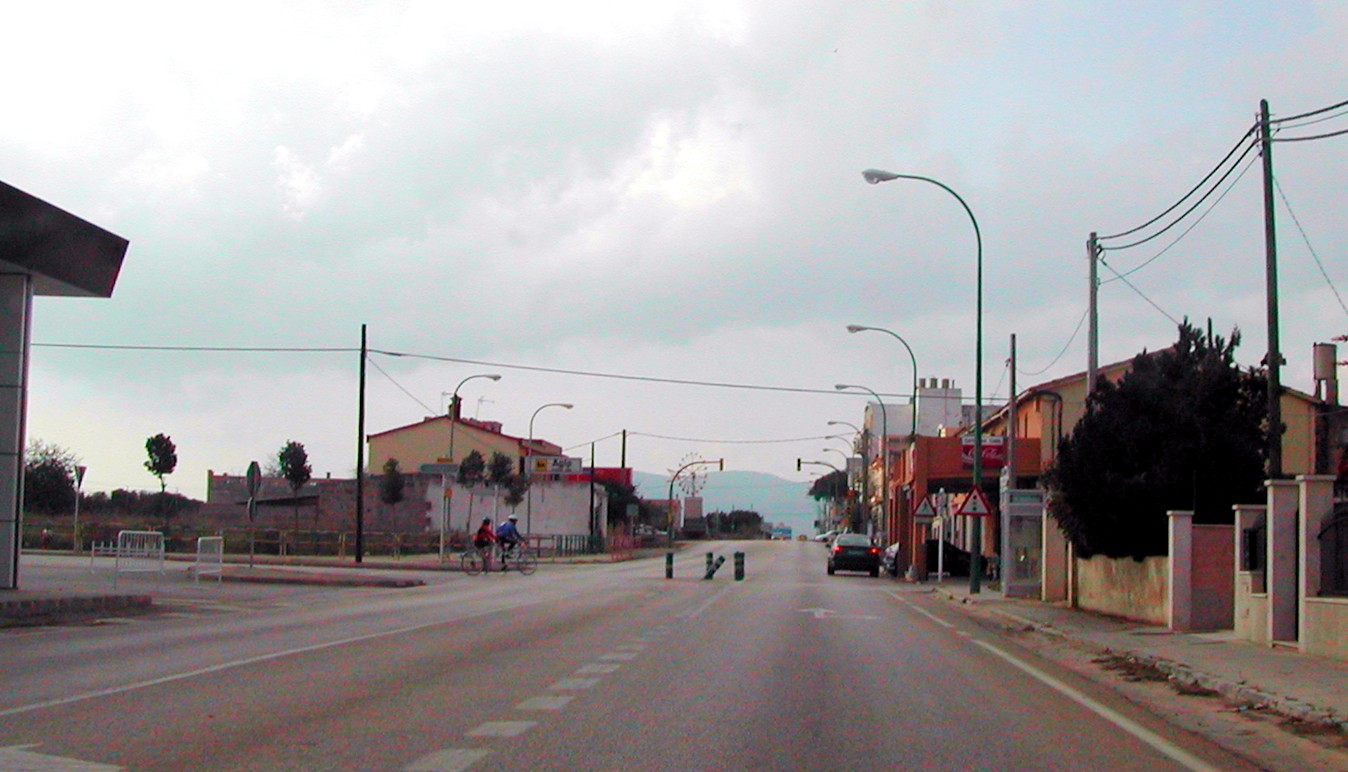

| Identificador | Denominación                  | Longitud (km) | Recorrido                                                    |
| ------------- | ----------------------------- | ------------- | ------------------------------------------------------------ |
| Ma-1A         | Ma-1A                         | 4,6           | Peguera - Ma-1                                               |
| Ma-1C         | Ma-1C                         | 10,4          | Palma - Cala Figuera                                         |
| Ma-10         | Ma-10 o Carretera de la Serra | 111           | Pollença - Andratx                                           |
| Ma-11A        | Coll de Sóller                | 10,7          | Boca sud del túnel de Sóller - Boca nord del túnel de Sóller |
| Ma-11B        | Variant del Port de Sóller    | 3             | Sóller - Port de Sóller                                      |
| Ma-12         | Ma-12                         | 33            | Artà - Alcúdia                                               |
| Ma-13A        | Ma-13A                        | 45            | Palma - Sa Pobla                                             |
| Ma-14         | Ma-14                         | 29            | Santanyí - Manacor                                           |
| Ma-15A        | Variant de Vilafranca         | 2,5           | Ma-15 - Vilafranca de Bonany                                 |
| Ma-15B        | Variant de Capdepera          | 2,2           | Capdepera - Ma-15                                            |
| Ma-15C        | Variant de Manacor            | 4,5           | Ma-15 - Ma-15 (per Manacor)                                  |
| Ma-15D        | Variant de Son Ferriol        | 3,2           | Ma-15 - Ma-15 (per Son Ferriol)                              |
| Ma-15E        | Variant d'Algaida             | 2,8           | Ma-15 - Ma-15 (per Algaida)                                  |
| Ma-15F        | Variant de Sant Llorenç       | 2,5           | Ma-15 - Ma-15 (per Sant Llorenç des Cardassar)               |
| Ma-19A        | Carretera vella de Llucmajor  | 20            | Platja de Palma - Llucmajor                                  |

## Xarxa secundària

### Zona 1

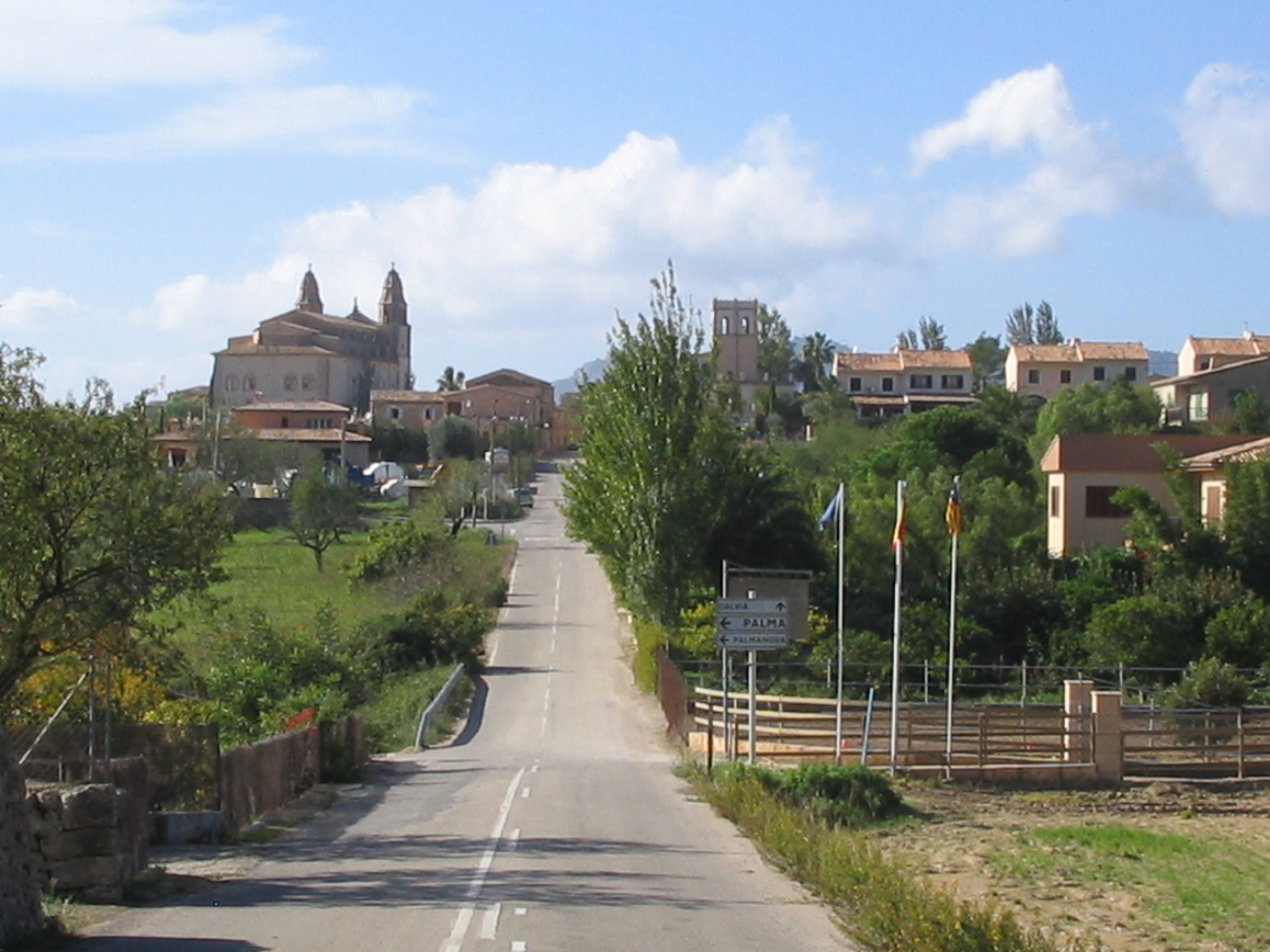

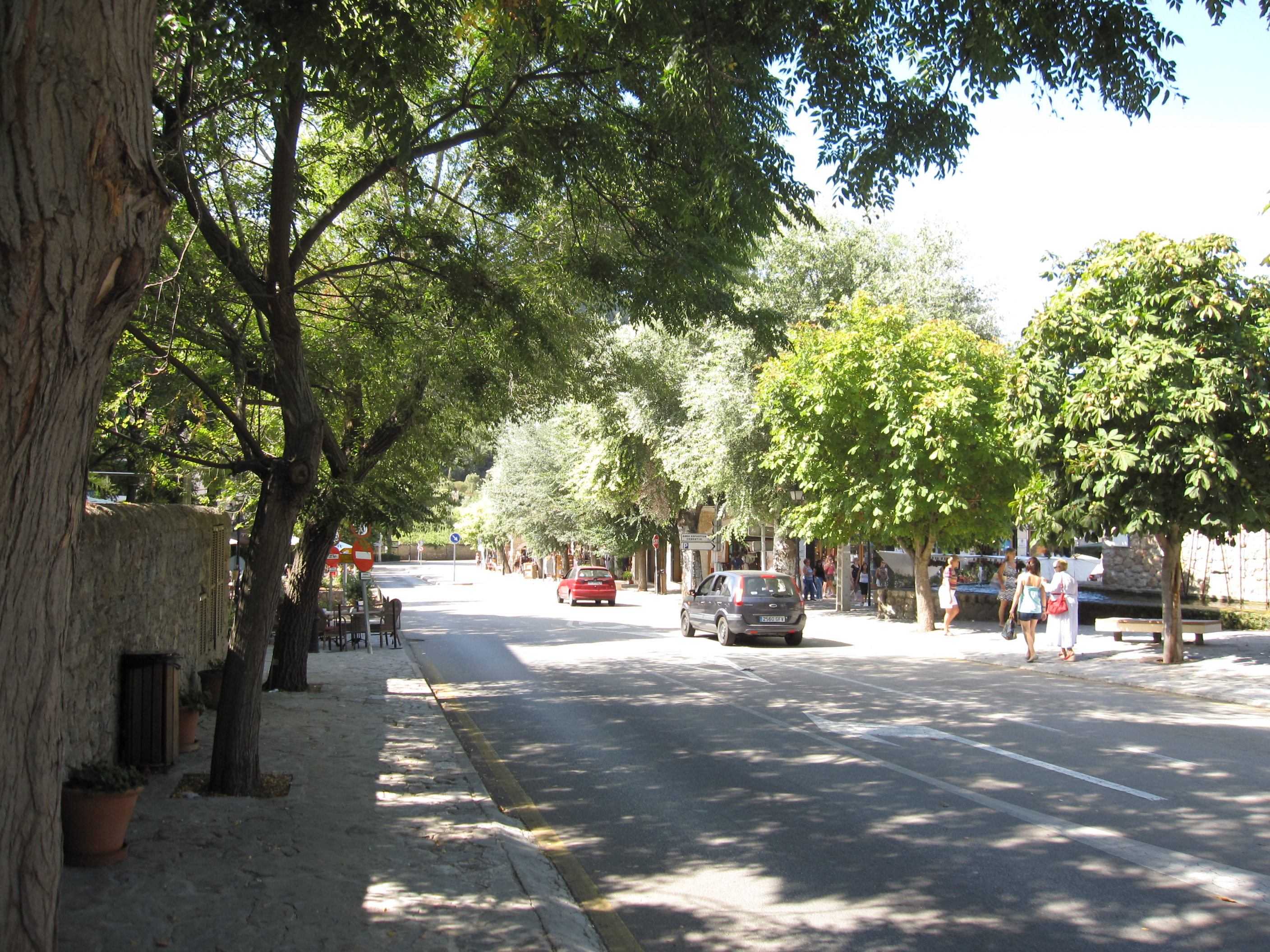

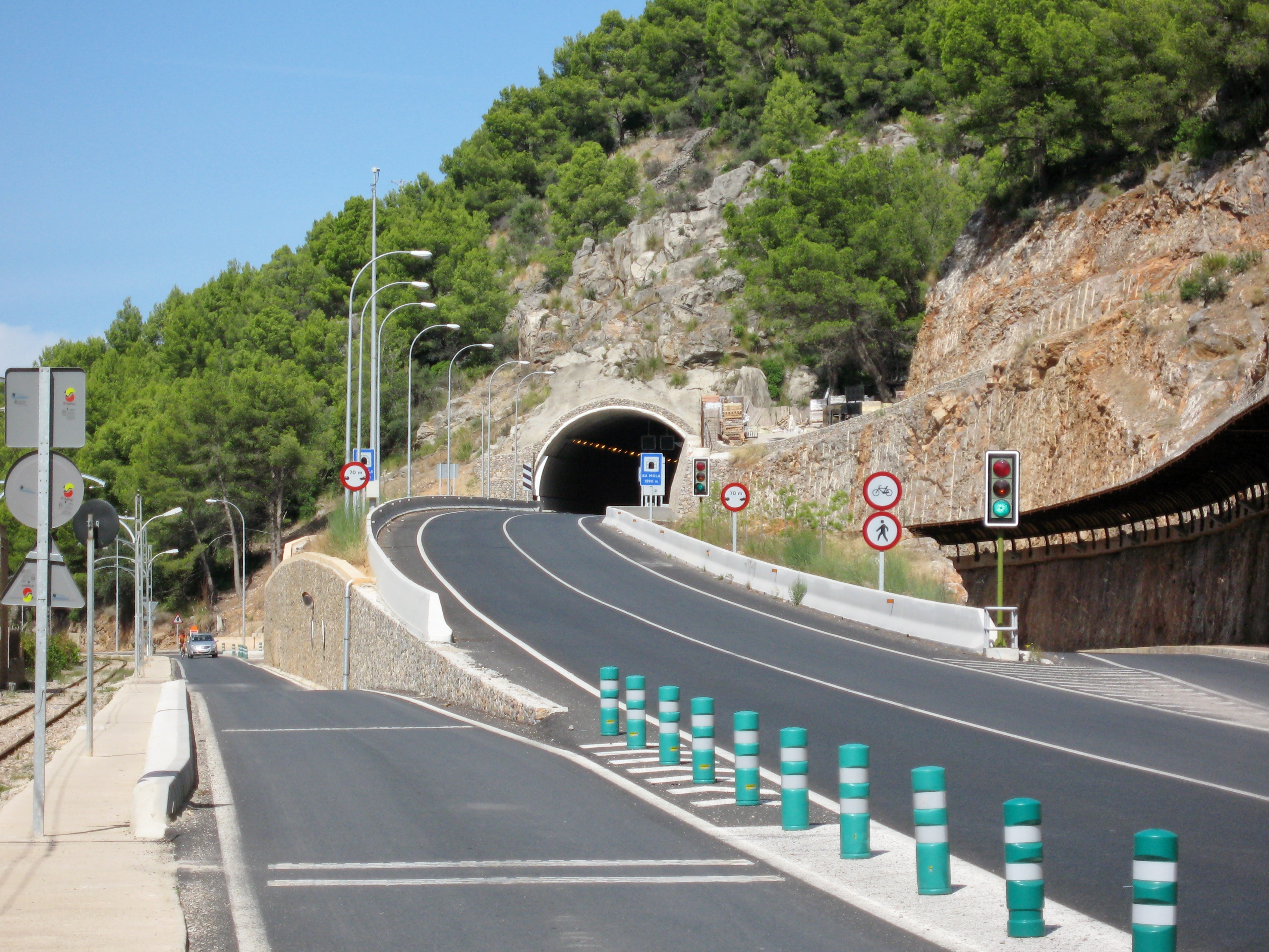

Comprèn carreteres l'identificador de les quals és Ma-1XXX i que discorren pels municipis d'Andratx, Banyalbufar, Calvià, Deià, Esporles, Estellencs, Palma, Puigpunyent, Valldemossa i Sóller. Abasta l'oest de l'illa i està delimitada per la carretera de Sóller (Ma-11).
| Identificador | Denominació                        | Longitud (km) | Recorregut                                     |
| ------------- | ---------------------------------- | ------------- | ---------------------------------------------- |
| Ma-1012       | Camí des Capdellà                  | 5,6           | Ma-1 - Es Capdellà                             |
| Ma-1013       | Ma-1013                            | 3             | Ma-1 - Santa Ponça                             |
| Ma-1014       | Ma-1014                            | 3,5           | Ma-1 (Galatzó) - Ma-1015                       |
| Ma-1015       | Ma-1015                            | 9,5           | Ma-1 (Palmanova) - Es Capdellà                 |
| Ma-1016       | Carretera de Calvià a Establiments | 11            | Calvià - Ma-1041 (Establiments)                |
| Ma-1020       | Carretera del Camp de Mar          | 5             | Ma-1 (Port d'Andratx) - Ma-1A (El Camp de Mar) |
| Ma-1022       | Camí de Son Llarg                  | 2,3           | Ma-1 - Port d'Andratx                          |
| Ma-1030       | Carretera de Sant Elm              | 8,5           | Andratx - Sant Elm                             |
| Ma-1031       | Coll d'Esteve                      | 7,2           | Andratx - Es Capdellà                          |
| Ma-1032       | Ma-1032                            | 11,2          | Es Capdellà - Puigpunyent                      |
| Ma-1040       | Carretera d'Esporles               | 10            | Palma - Esporles                               |
| Ma-1041       | Carretera de Puigpunyent           | 14            | Palma - Puigpunyent                            |
| Ma-1042       | Carrer del Molí del Comte          | 2,5           | Ma-1041 - Establiments                         |
| Ma-1043       | Coll de sa Creu                    | 8,5           | Ma-1044 - Ma-1016                              |
| Ma-1044       | Camí de Génova                     | 5,3           | Sant Agustí - Son Armadans                     |
| Ma-1045       | Carrer del Rector Vives            | 1,8           | Ma-1048 - Ma-1044                              |
| Ma-1046       | Ma-1046                            | 2,6           | Avinguda de Joan Miró - Gènova                 |
| Ma-1047       | Ma-1047                            | 1             | Ma-1046 - Gènova                               |
| Ma-1048       | Ma-1048                            | 2             | Ma-1045 - Ma-1046                              |
| Ma-1050       | Camino de l'Estret                 | 2,5           | Andratx - S'Arracó                             |
| Ma-1100       | Ma-1100                            | 3,3           | Ma-10 - Esporles                               |
| Ma-1101       | Ma-1101                            | 10            | Puigpunyent - Ma-1100                          |
| Ma-1110       | Carretera de Valldemossa           | 17            | Palma - Valldemossa                            |
| Ma-1120       | Ma-1120                            | 4,8           | Ma-1110 - Esporles                             |
| Ma-1130       | Ma-1130                            | 1             | Ma-10 - Valldemossa                            |
| Ma-1131       | Ma-1131                            | 5,6           | Ma-10 - Port de Valldemossa                    |
| Ma-1134       | Ma-1134                            | 1             | Ma-11B - Port de Sóller                        |
| Ma-1140       | Ma-1140                            | 3,3           | Palmanyola - S'Esgleieta                       |
| Ma-1150       | Camí del Far                       | 1,4           | Port de Sóller - Far del port de Sóller        |

### Zona 2

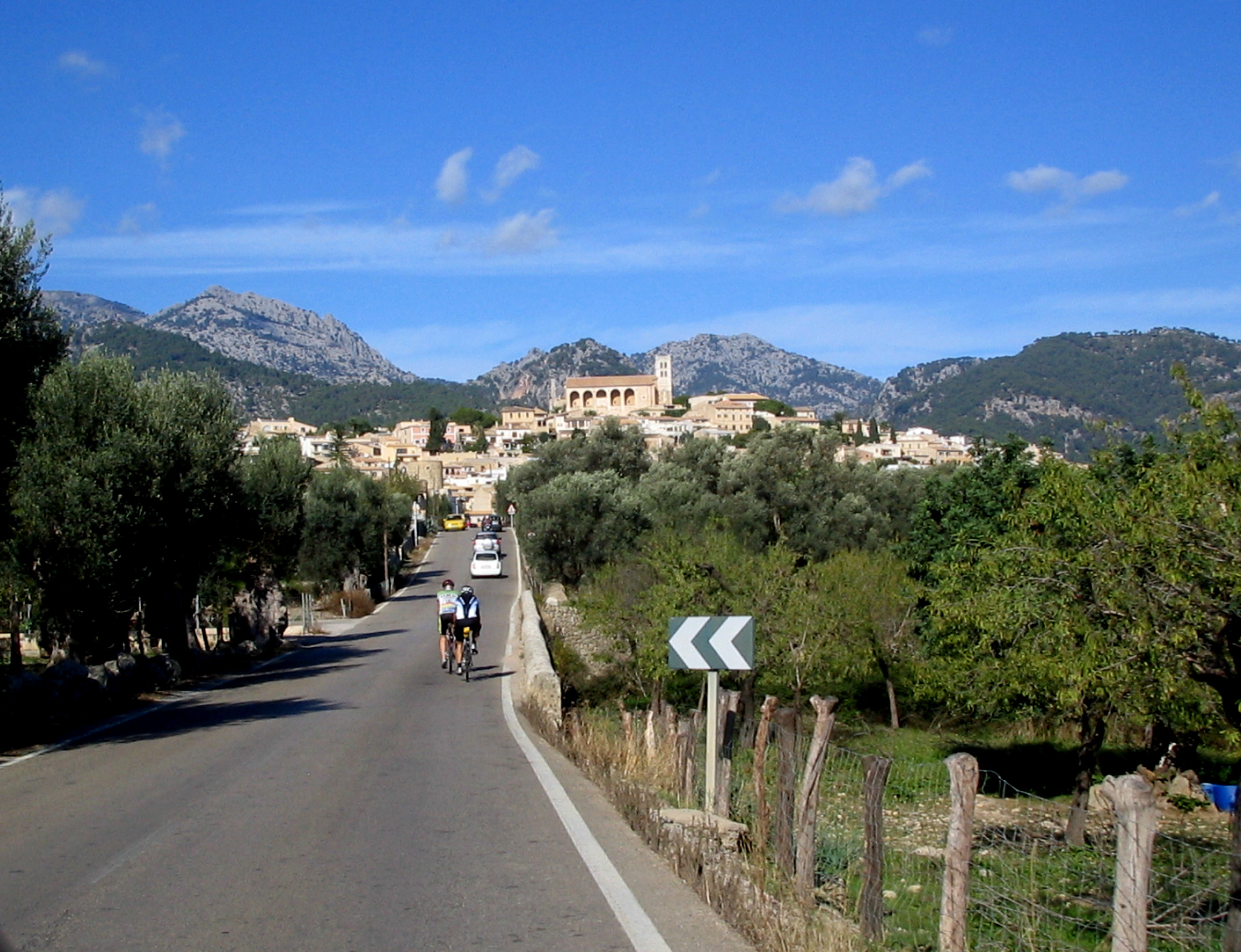

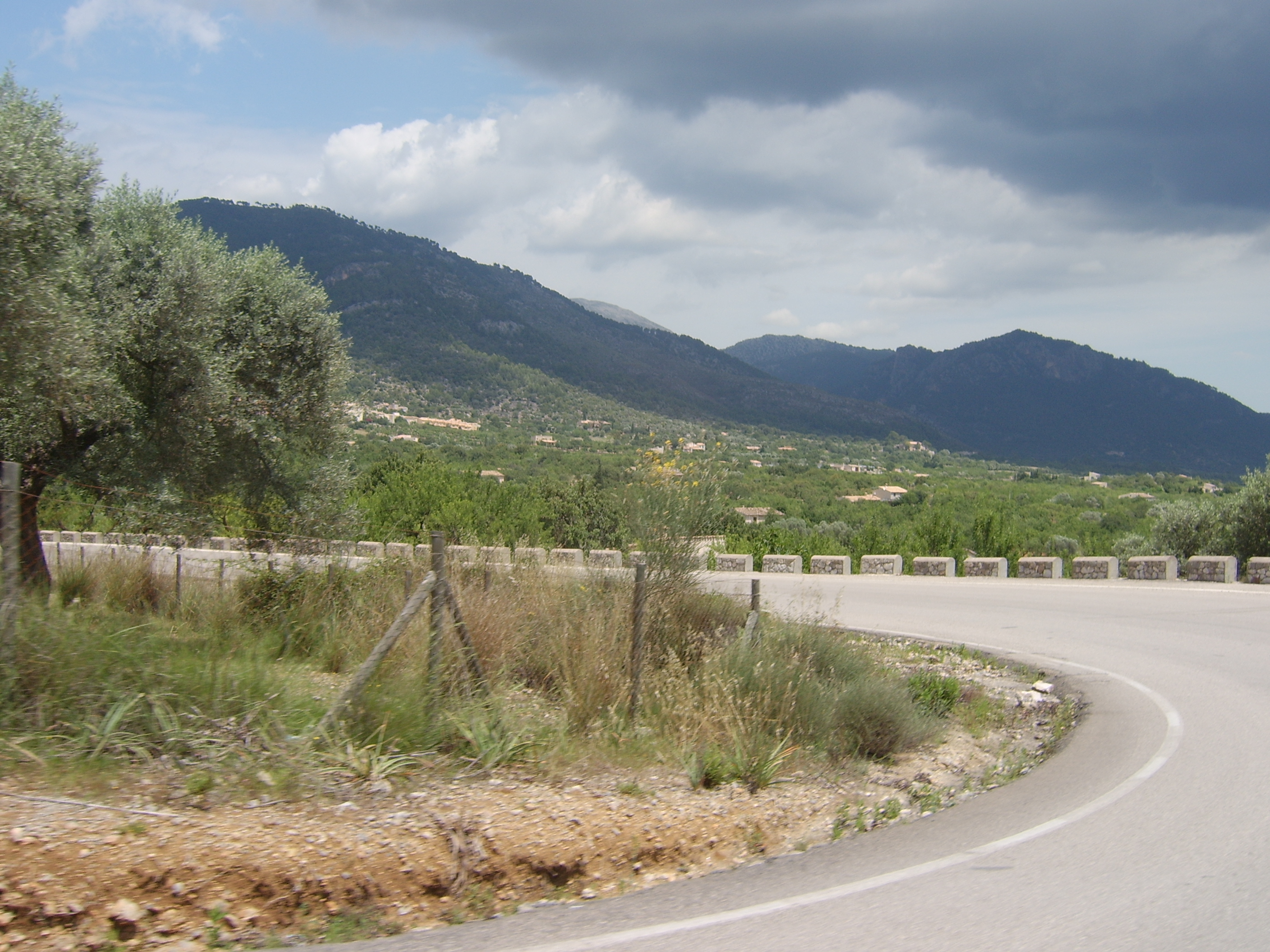

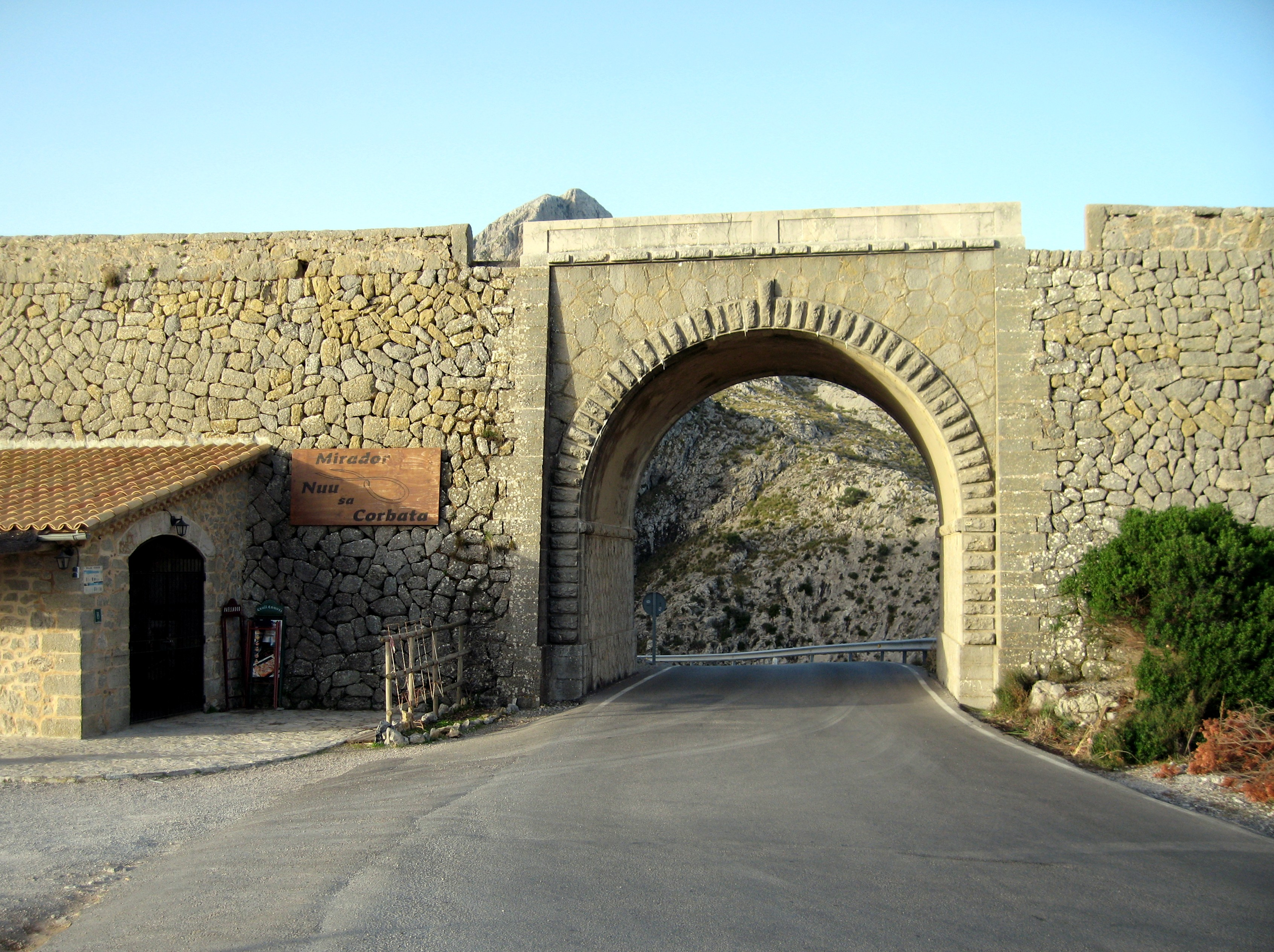

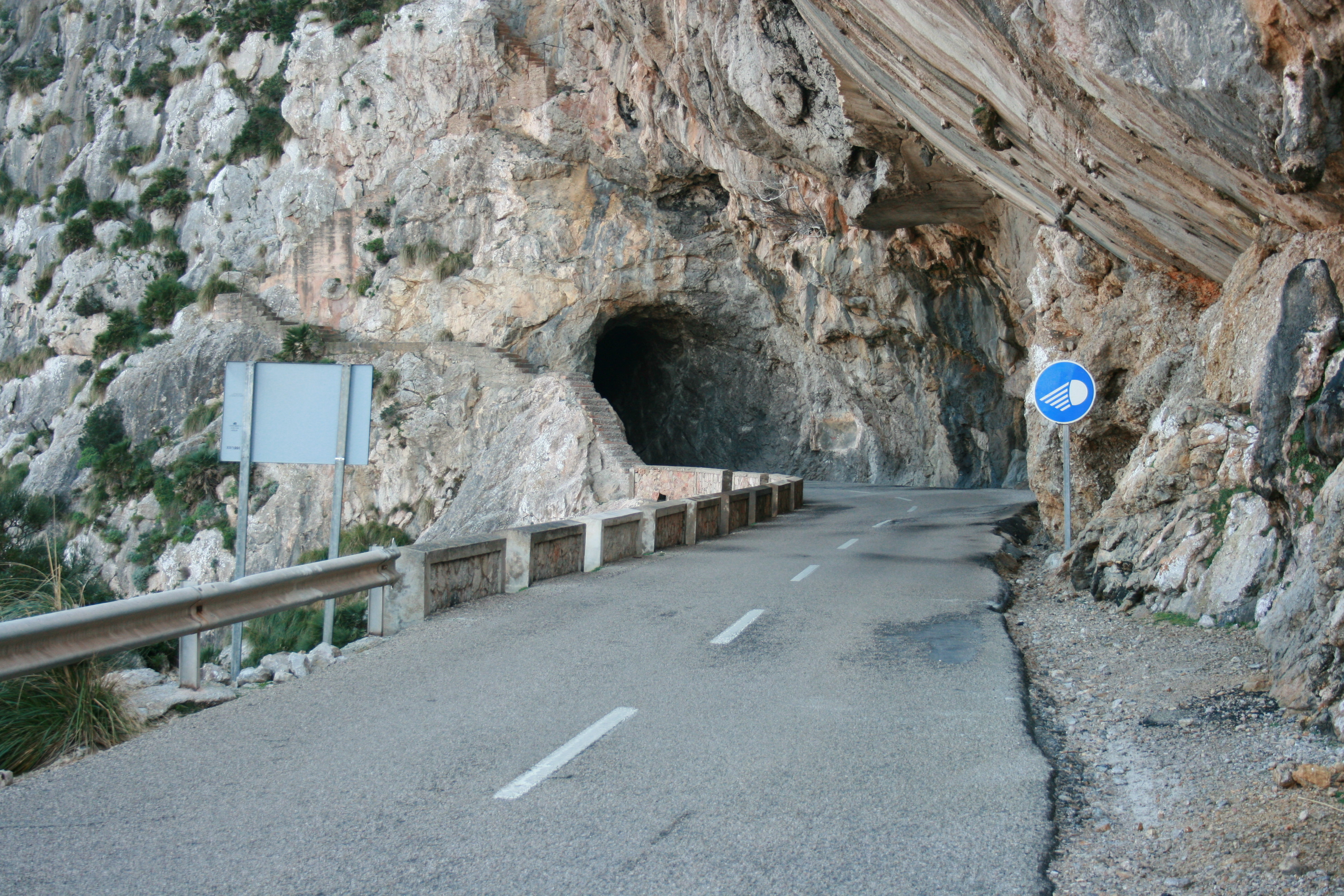

Comprèn carreteres l'identificador de les quals és Ma-2XXX i que discorren pels municipis d'Alaró, Alcúdia, Bunyola, Campanet, Consell, Escorca, Fornalutx, Inca, Lloseta, Mancor, Marratxí, Pollença, Santa Maria del Camí, Selva i Sóller. Abasta el nord de l'illa així com la comarca del Raiguer i està delimitada per la carretera de Sóller (Ma-11) i l'Eix Central (Ma-13).
| Identificador | Denominació                              | Longitud (km) | Recorregut                                 |
| ------------- | ---------------------------------------- | ------------- | ------------------------------------------ |
| Ma-2010       | Costa de l'Estació                       | 1,2           | Ma-11 - Bunyola                            |
| Ma-2020       | Ma-2020                                  | 9,1           | Santa Maria del Camí - Bunyola             |
| Ma-2021       | Camí del Raiguer                         | 7,3           | Santa Maria del Camí - Alaró               |
| Ma-2022       | Ma-2022                                  | 5             | Consell - Alaró                            |
| Ma-2030       | Ma-2030                                  | 2,6           | Palmanyola - Ma-2020                       |
| Ma-2031       | Camí Vell de Bunyola                     | 10,5          | Palma - Ma-2030                            |
| Ma-2032       | Ma-2032                                  | 1             | Ma-2030 - Ma-2020                          |
| Ma-2040       | Ma-2040                                  | 4,5           | Marratxí - Ma-2020                         |
| Ma-2050       | Accés a Alaró                            | 1,8           | Ma-13A - Ma-2022                           |
| Ma-2100       | Ma-2100                                  | 19,3          | Bunyola - Alaró                            |
| Ma-2110       | Ma 2110                                  | 11            | Inca - Alaró                               |
| Ma-2111       | Ma-2111                                  | 3,4           | Ma-13A - Lloseta                           |
| Ma-2111A      | Ma-2111A                                 | 2             | Can Negre - Estació de Lloseta             |
| Ma-2112       | Ma-2112                                  | 4,5           | Inca - Mancor                              |
| Ma-2113       | Ma-2113                                  | 3             | Lloseta - Ma-2112                          |
| Ma-2114       | Ma-2114                                  | 2,2           | Ma-10 - Selva                              |
| Ma-2120       | Ma-2120                                  | 1,3           | Ma-10 - Fornalutx                          |
| Ma-2121       | Ma-2121                                  | 4,6           | Sóller - Fornalutx                         |
| Ma-2122       | Ma-2122                                  | 1             | Ma-2121 - Sóller                           |
| Ma-2123       | Camí de les Argiles                      | 1,5           | Ma-2122 - Ma-10                            |
| Ma-2124       | Camí de la Figuera                       | 5             | Ma-10 - Port de Sóller                     |
| Ma-2125       | Carrer de l'Església                     | 0,1           | Port de Sóller - Carrer de Costa i Llobera |
| Ma-2130       | Carretera de Lluc                        | 16,5          | Inca - Santuari de Lluc                    |
| Ma-2131       | Ma-2131                                  | 6,5           | Selva - Campanet                           |
| Ma-2132       | Ma-2132                                  | 3,5           | Ma-13A - Campanet                          |
| Ma-2140       | Ma-2140                                  | 0,9           | Ma-10 - Santuari de Lluc                   |
| Ma-2141       | Carretera de la Calobra                  | 5             | Ma-10 - La Calobra                         |
| Ma-2200       | Carretera de Pollença                    | 17,3          | Ma-13 - Port de Pollença                   |
| Ma-2200A      | Travessia del Port de Pollença           | 2,2           | Ma-2200 - Ma-2200                          |
| Ma-2201       | Ma-2201                                  | 6,6           | Ma-13 - Pollença                           |
| Ma-2202       | Ma-2202                                  | 6             | Pollença - Ma-2220                         |
| Ma-2203       | Carretera de Cala Sant Vicenç            | 4             | Ma-2200 -Cala Sant Vicenç                  |
| Ma-2210       | Carretera de Formentor                   | 19            | Port de Pollença - Cap de Formentor        |
| Ma-2220       | Carretera del Port de Pollença a Alcúdia | 7,5           | Port de Pollença - Alcúdia                 |
| Ma-2240       | Ma-2240                                  | 2             | Ma-2210 - Fortalesa de l'Avançada          |

### Zona 3

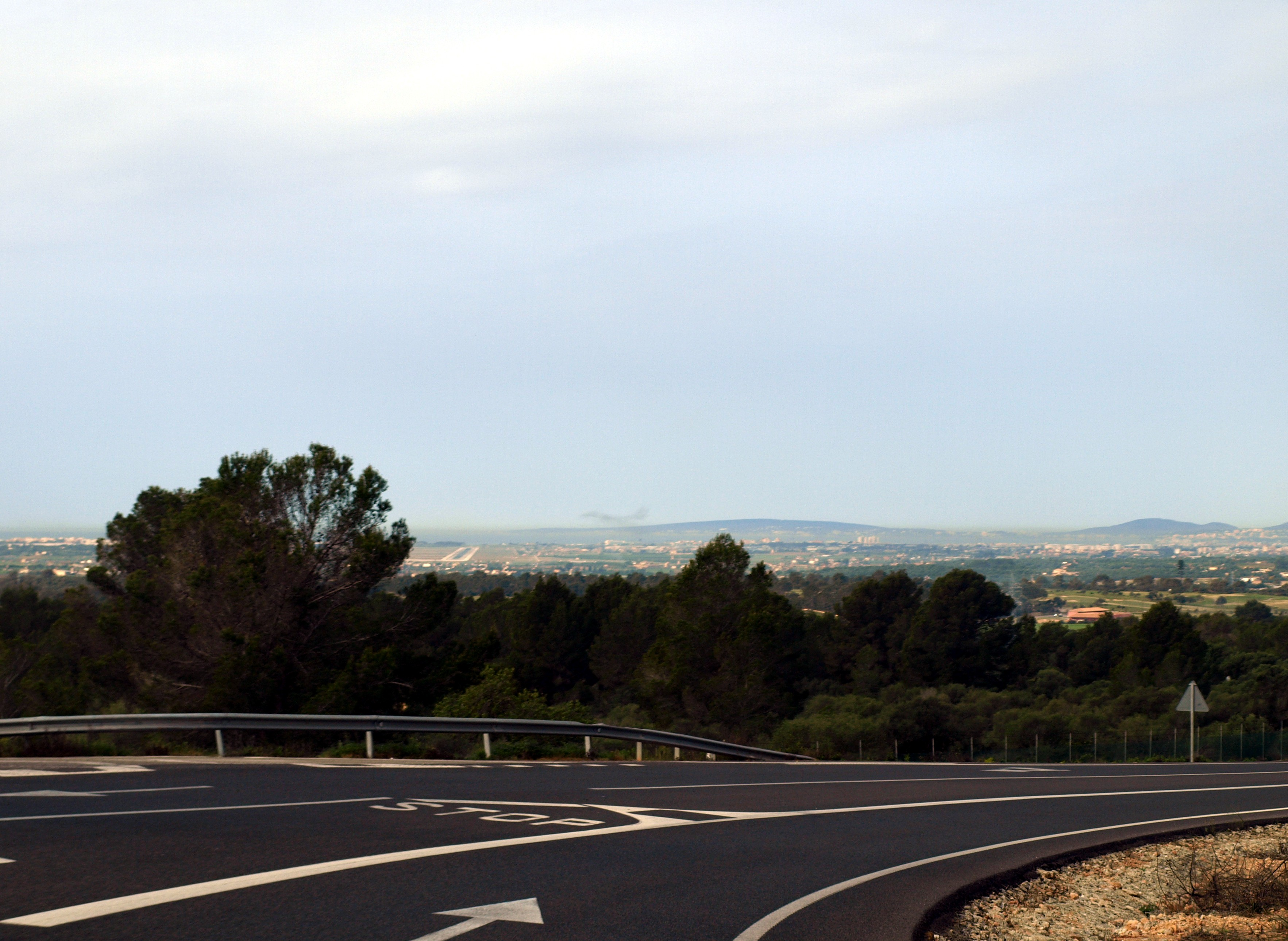

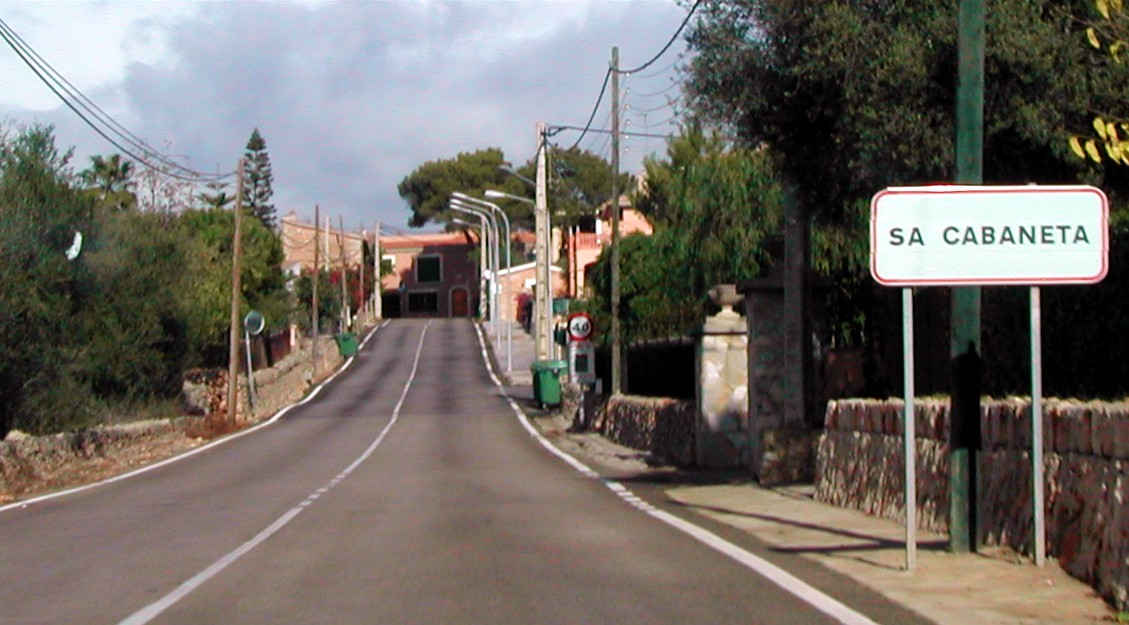

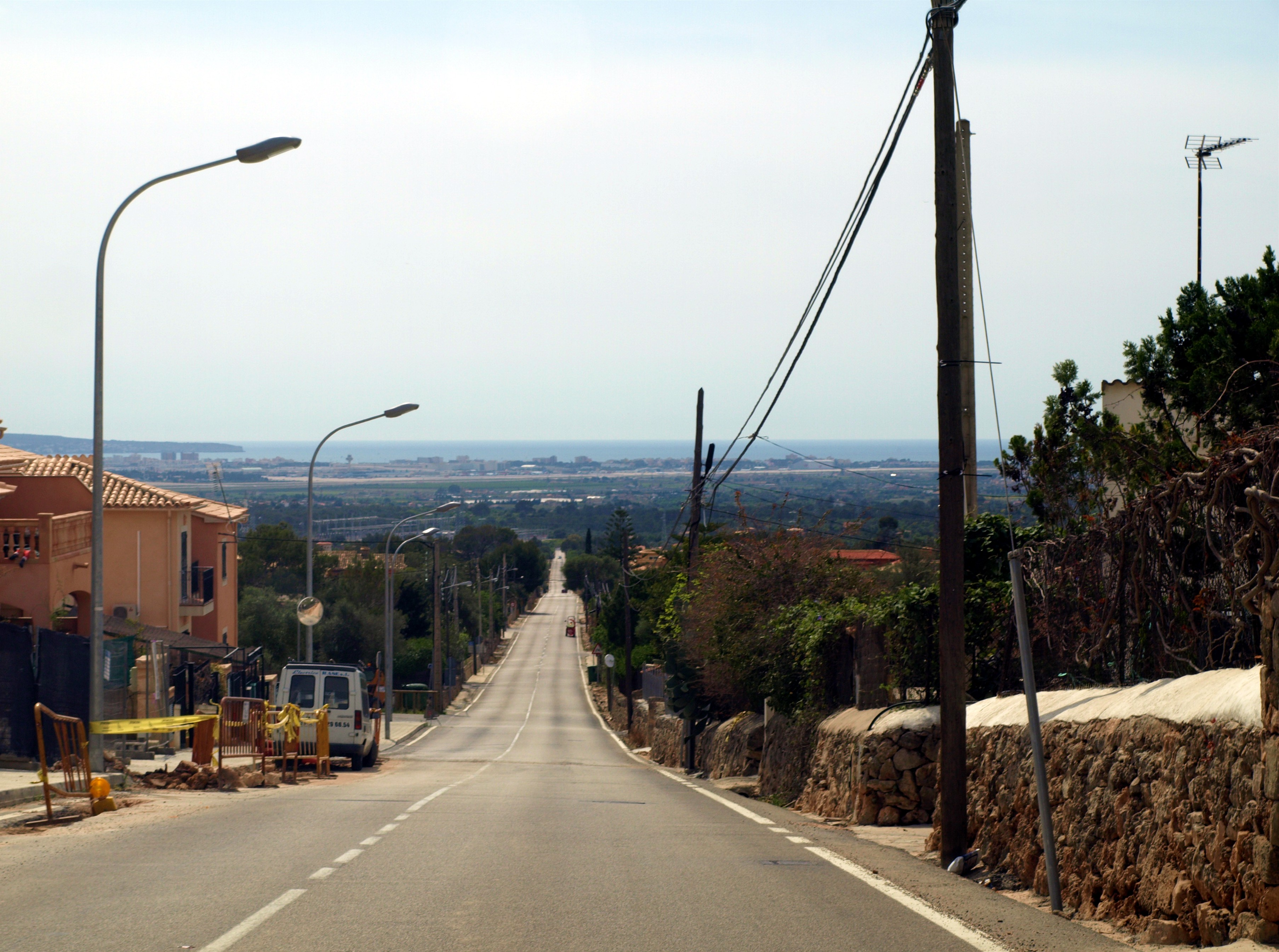

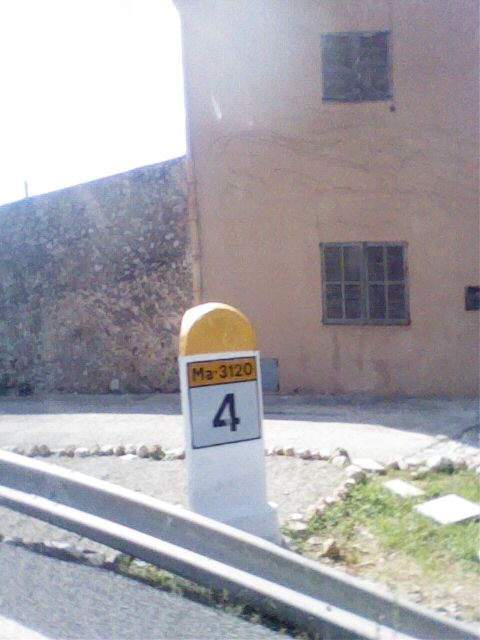

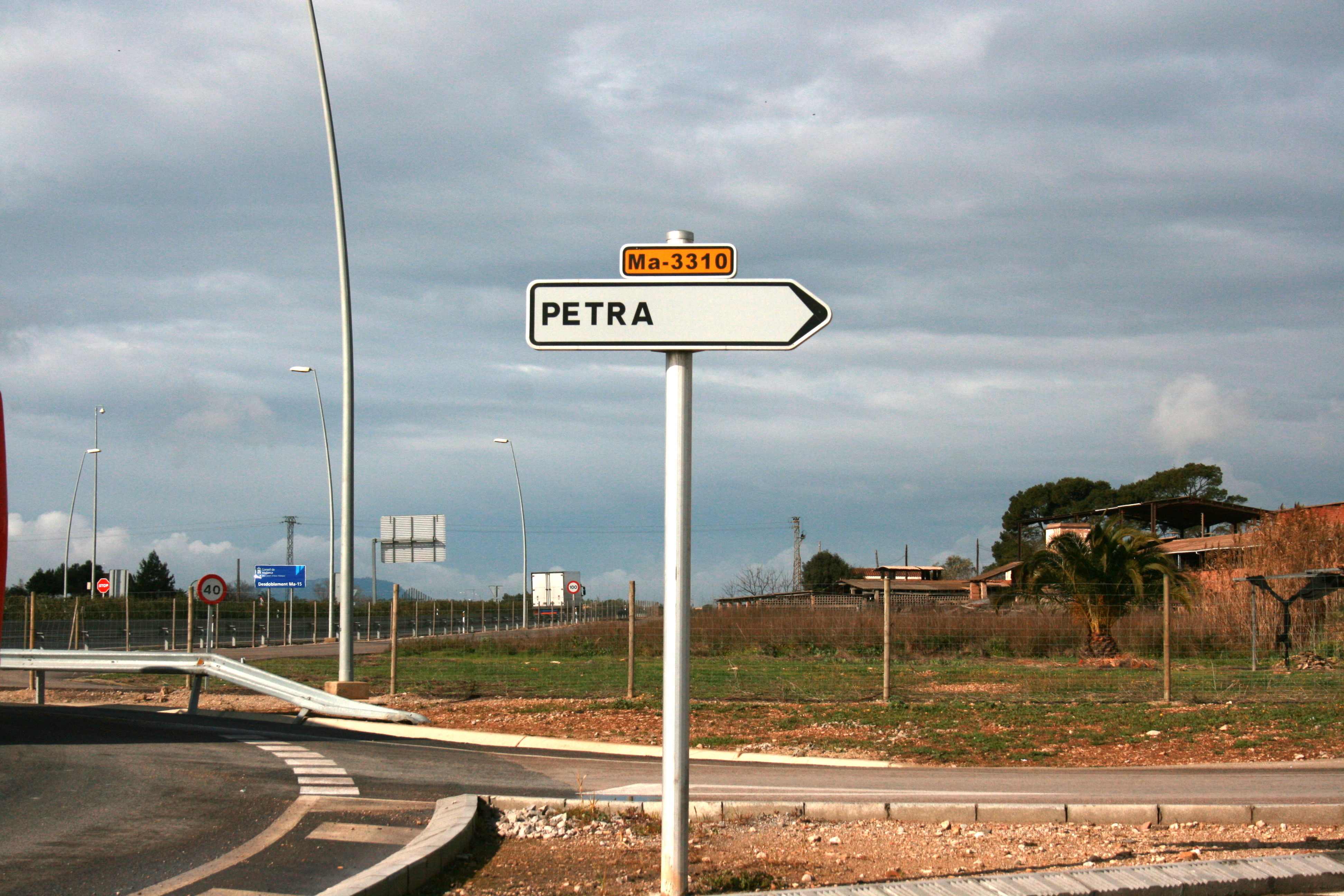

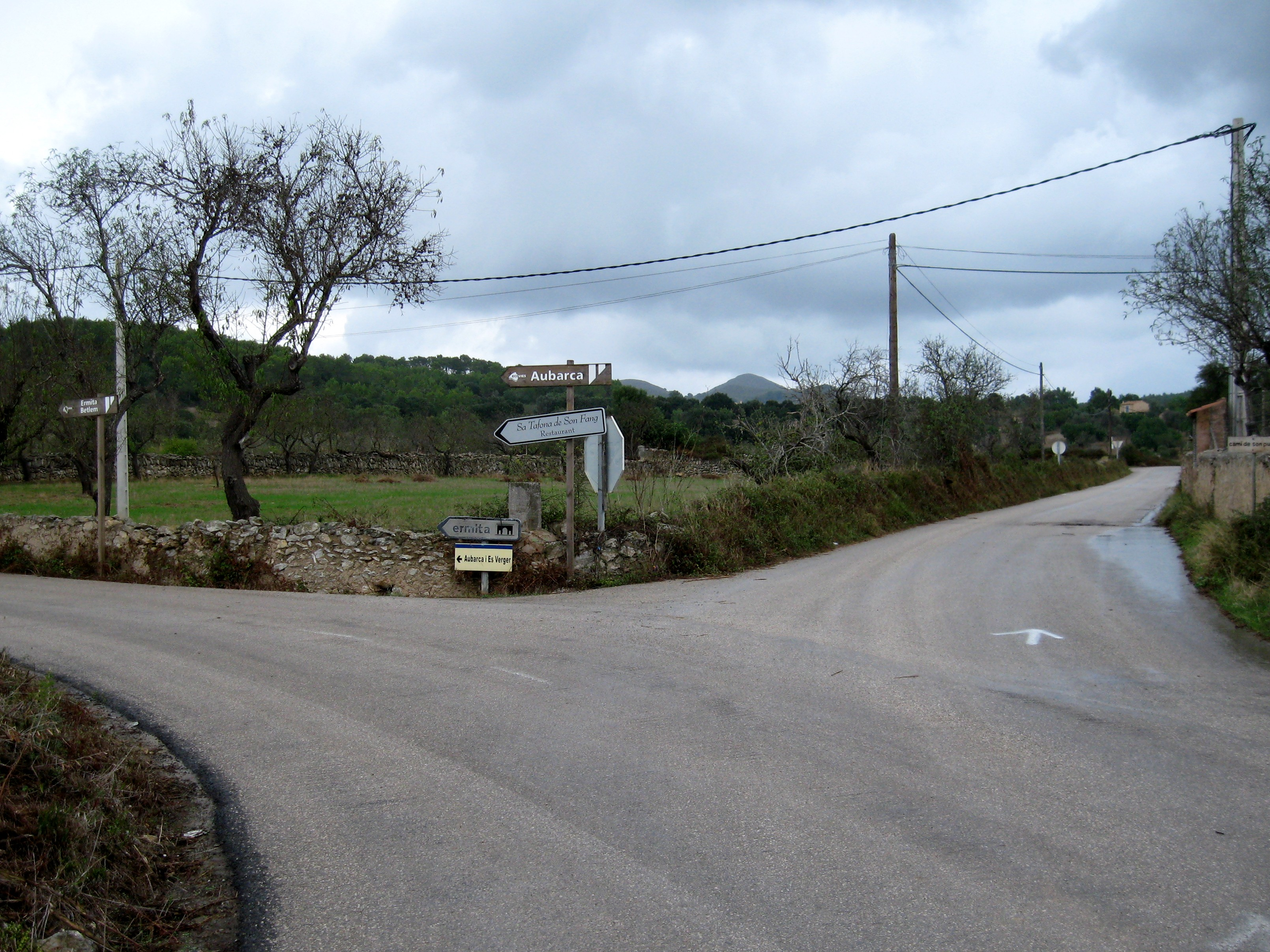

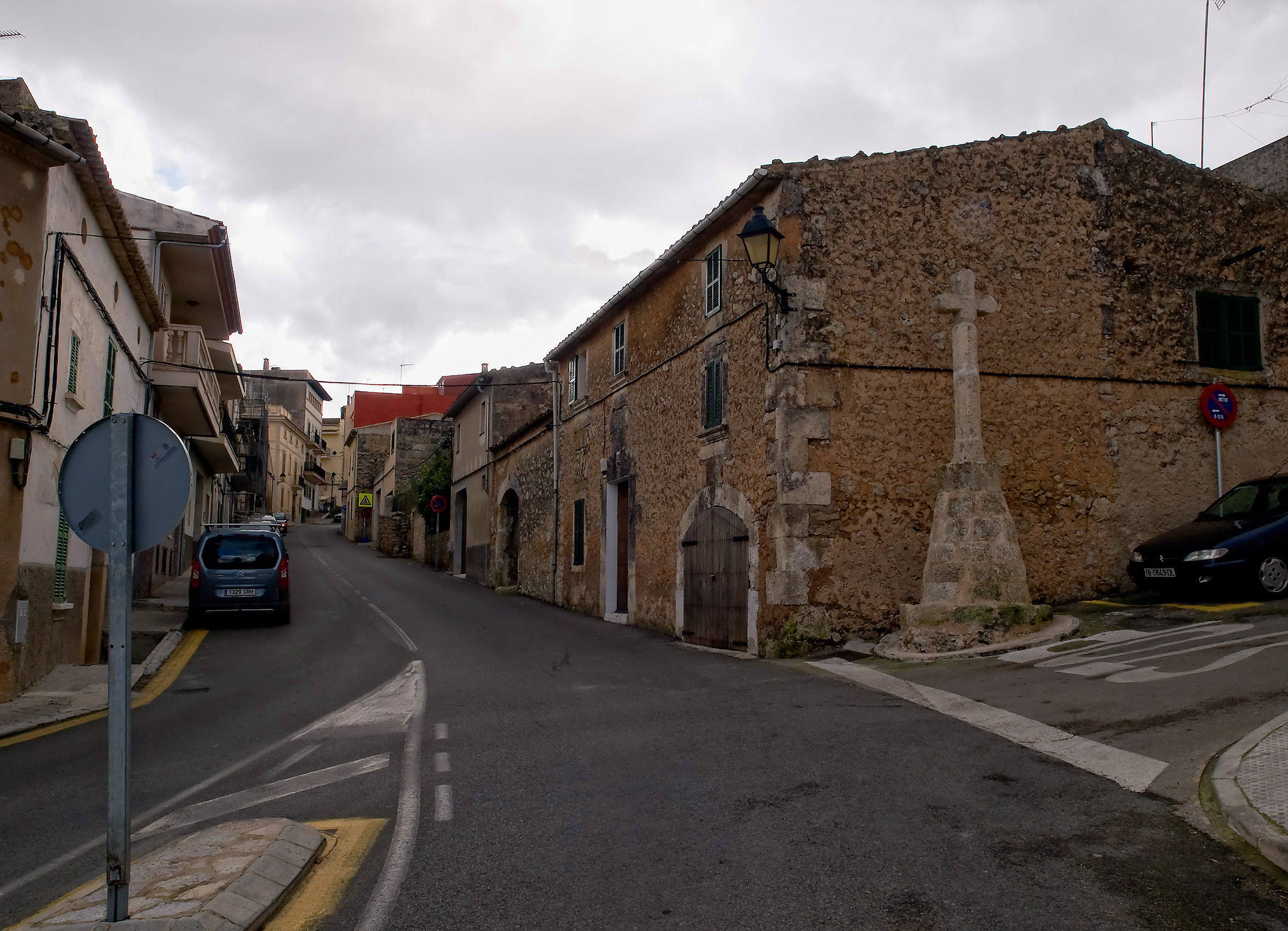

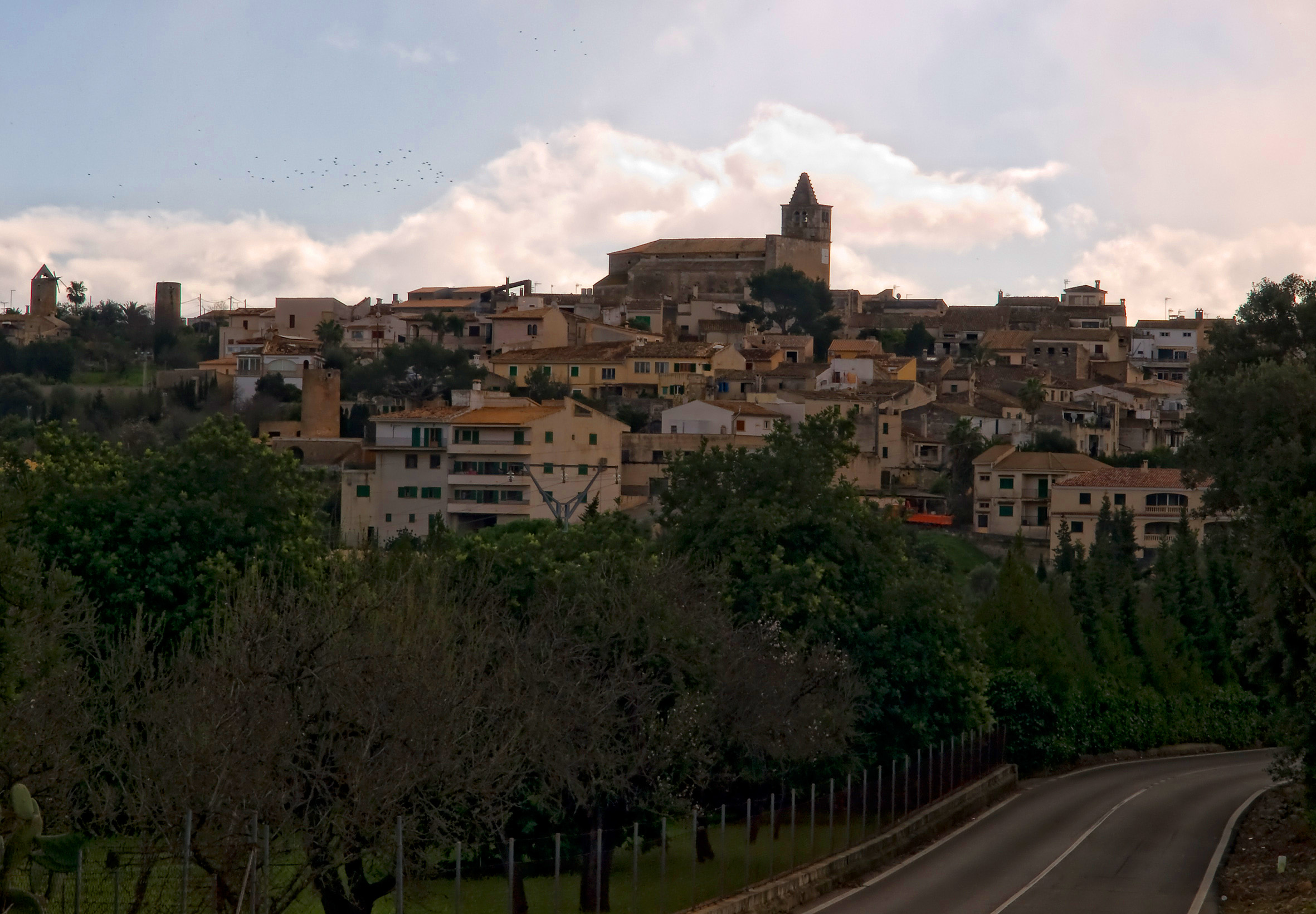

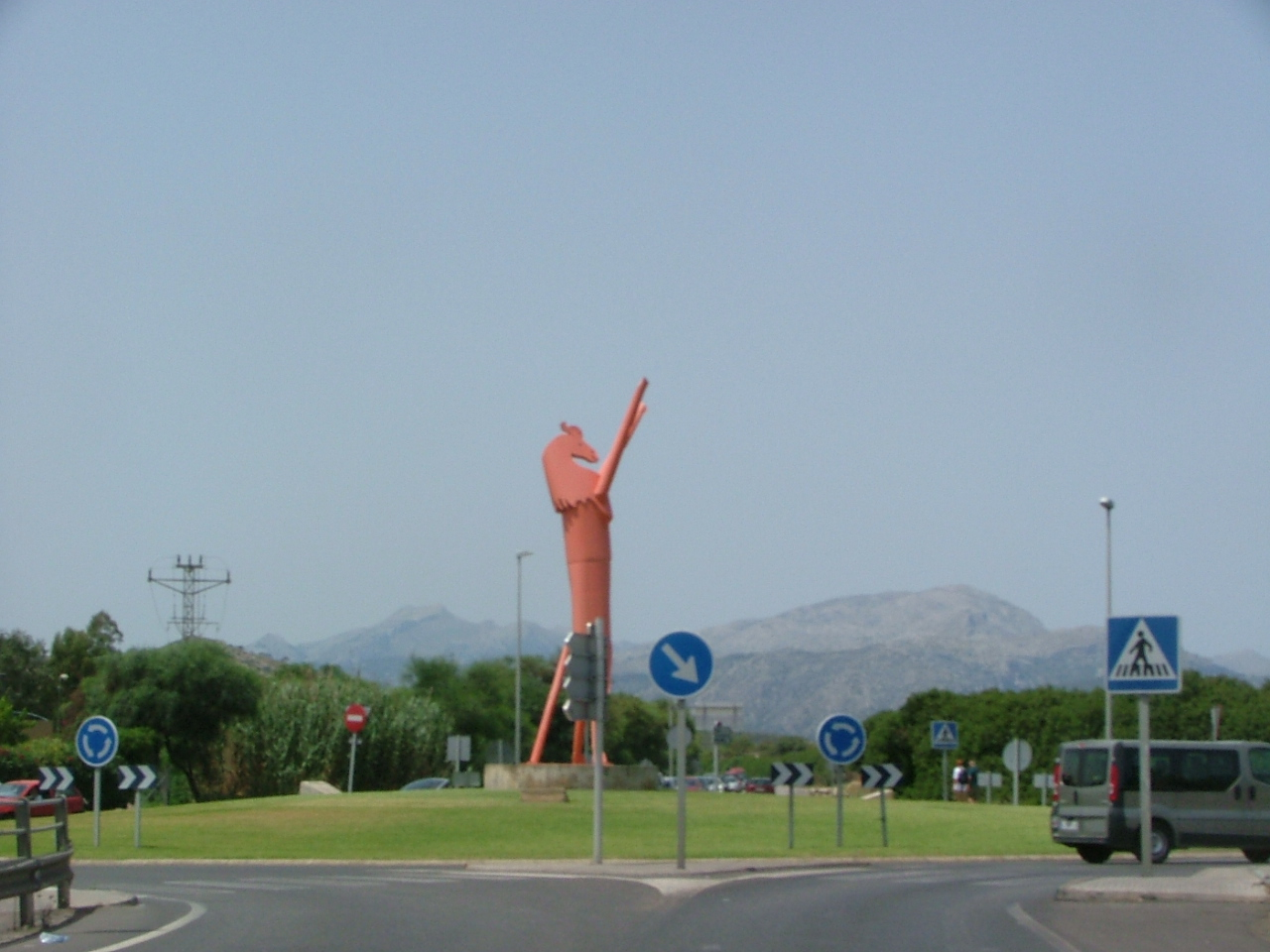

Comprèn carreteres l'identificador de les quals és Ma-3XXX i que discorren pels municipis d'Alcúdia, Algaida, Ariany, Artà, Binissalem, Búger, Costitx, Lloret de Vistalegre, Llubí, Manacor, Mariat, Marratxí, Montuïri, Muro, Petra, Palma, la Pobla, Santa Eugènia, Santa Margalida, Santa Maria del Camí, Sencelles, Sant Joan, Sant Llorenç del Cardassar i Sineu. Abasta gran part de l'interior de l'illa —Pla de Mallorca així com algunes àrees del Raiguer i Llevant— i està delimitada per l'eix Central (Ma-13) i la carretera de Manacor (Ma-15).
| Identificador | Denominació                          | Longitud (km) | Recorregut                            |
| ------------- | ------------------------------------ | ------------- | ------------------------------------- |
| Ma-3010       | Ma-3010                              | 3,5           | Santa Maria del Camí - Pòrtol         |
| Ma-3011       | Carretera de Sineu                   | 30            | Palma - Sineu                         |
| Ma-3012       | Camí de Muntanya                     | 2,5           | Ma-15D - Ma-3011                      |
| Ma-3013       | Ma-3013                              | 4             | Son Ferriol - Cas Capità              |
| Ma-3015       | Ma-3015                              | 4             | Santa Maria del Camí - Ma-13A         |
| Ma-3016       | Ma-3016                              | 4             | La Cabaneta - Ma-3030                 |
| Ma-3017       | Camí de la Comuna                    | 4             | Ma-3011 - La Cabaneta                 |
| Ma-3018       | Ma-3018                              | 1,1           | Ma-15 - Ma-20                         |
| Ma-3020       | Carretera de Santa Maria a Sencelles | 11            | Santa Maria del Camí - Sencelles      |
| Ma-3021       | Ma-3021                              | 5,3           | Biniali - Binissalem                  |
| Ma-3030       | Ma-3030                              | 2             | Ma-13A - Ma-3020                      |
| Ma-3040       | Ma-3040                              | 4,5           | Ma-3020 - Santa Eugènia               |
| Ma-3100       | Ramal de Santa Eugènia               | 6             | Ma-15 - Ma-3011                       |
| Ma-3110       | Carretera d'Algaida a Sencelles      | 10,4          | Algaida - Sencelles                   |
| Ma-3120       | Carretera d'Inca a Sencelles         | 8,8           | Inca - Sencelles                      |
| Ma-3121       | Carretera de Costitx                 | 5,6           | Sencelles - Costitx                   |
| Ma-3130       | Ma-3130                              | 15,3          | Algaida - Sineu                       |
| Ma-3131       | Ma-3131                              | 4,4           | Algaida - Ma-3200                     |
| Ma-3132       | Ronda de Sineu                       | 3             | Ma-3011 - Ma-3011                     |
| Ma-3140       | Carretera de Sencelles a Pina        | 7,4           | Sencelles - Pina                      |
| Ma-3200       | Ma-3200                              | 5,8           | Ma-3130 - Montuïri                    |
| Ma-3201       | Ma-3201                              | 3,5           | Ma-3131 - Montuïri                    |
| Ma-3210       | Ma-3210                              | 2             | Ma-5030                               |
| Ma-3220       | Carretera de Montuïri a Petra        | 14,8          | Montuïri - Petra                      |
| Ma-3221       | Ma-3221                              | 2,2           | Montuïri - Ma-3230                    |
| Ma-3222       | Carretera de Vilafranca              | 5             | Ma-15 - Sant Joan                     |
| Ma-3230       | Camí Vell de Sant Joan               | 6,5           | Ma-3220 - Sant Joan                   |
| Ma-3231       | Ma-3231                              | 3,5           | Ma-3230 - Lloret de Vistalegre        |
| Ma-3232       | Ma-3232                              | 8,5           | Ma-3230 - Sineu                       |
| Ma-3240       | Carretera d'Inca a Sineu             | 13,5          | Inca - Sineu                          |
| Ma-3240A      | Ma-3240A                             | 1,5           | Ma-3240 - Ma-3132                     |
| Ma-3241       | Ma-3241                              | 1,8           | Costitx - Ma-3240                     |
| Ma-3300       | Ma-3300                              | 10,6          | Sineu - Petra                         |
| Ma-3301       | Ma-3301                              | 9             | Sineu - Ariany                        |
| Ma-3301A      | Ma-3301A                             | 0,8           | Estació de Sineu - Ma-3301            |
| Ma-3310       | Ma-3310                              | 5             | Petra - Ma-15                         |
| Ma-3320       | Carretera de Petra a Manacor         | 8             | Petra - Manacor                       |
| Ma-3320A      | Ma-3320A                             | 1             | Petra - Ma-12                         |
| Ma-3321       | Camí de Bendrís                      | 10,7          | Manacor - Ma-3330                     |
| Ma-3322       | Camí de Conilles                     | 16,1          | Manacor - Ma-12                       |
| Ma-3323       | Camí de Calicant                     | 9,8           | Manacor - Sant Llorenç des Cardassar  |
| Ma-3330       | Ma-3330                              | 14,6          | Petra - Ma-12                         |
| Ma-3331       | Ma-3331                              | 8,8           | Ma-12 - Ermita de Betlem              |
| Ma-3333       | Ma-3333                              | 9             | Artà - Ermita de Betlem               |
| Ma-3334       | Ma-3334                              | 4,5           | Artà - Ses Fulles                     |
| Ma-3340       | Carretera de Petra a Santa Margalida | 10            | Petra - Santa Margalida               |
| Ma-3340A      | Ma-3340A                             | 1             | Petra - Ma-3340                       |
| Ma-3341       | Ma-3341                              | 1,5           | Ma-3340 - Ariany                      |
| Ma-3342       | Ma-3342                              | 1             | Ma-3342 - Maria                       |
| Ma-3400       | Ma-3400                              | 9,1           | Santa Margalida - Son Serra de Marina |
| Ma-3401       | Ma-3401                              | 2,1           | Santa Margalida - Ma-3400             |
| Ma-3402       | Ma-3402                              | 2             | Ma-3400 - Ma-3410                     |
| Ma-3410       | Ma-3410                              | 8,1           | Santa Margalida - Can Picafort        |
| Ma-3411       | Ma-3411                              | 5             | Ma-3410 - Muro                        |
| Ma-3412       | Ma-3412                              | 2,6           | Santa Margalida - Ma-3411             |
| Ma-3413       | Ma-3413                              | 2             | Ma-3410 - Can Picafort                |
| Ma-3420       | Ma-3420                              | 2,8           | Ma-13 - Sa Pobla                      |
| Ma-3421       | Carretera d'Inca                     | 2,3           | Ma-13 - Sa Pobla                      |
| Ma-3422       | Camí de Búger                        | 3,6           | Búger - Sa Pobla                      |
| Ma-3423       | Ma-3423                              | 1,3           | Ma-13A - Búger                        |
| Ma-3430       | Ma-3430                              | 10            | Sa Pobla - Santa Margalida            |
| Ma-3431       | Camí de Marjal                       | 10            | Muro - Can Picafort                   |
| Ma-3432       | Camí de Son Morell                   | 5             | Muro - Ma-3431                        |
| Ma-3433       | Carretera de l'Albufera              | 10            | Sa Pobla - Platja de Muro             |
| Ma-3440       | Ma-3440                              | 18,8          | Inca - Santa Margalida                |
| Ma-3441       | Ma-3441                              | 3,6           | Llubí - Ma-3500                       |
| Ma-3442       | Ma-3442                              | 4             | Ma-3440 - Muro                        |
| Ma-3443       | Ma-3443                              | 2,2           | Ma-3440 - Ma-3430                     |
| Ma-3450       | Ronda de sa Pobla                    | 5,3           | Ma-3421 - Ma-3421                     |
| Ma-3460       | Ma-3460                              | 5,1           | Ma-13 - Port d'Alcúdia                |
| Ma-3470       | Accés as Murterar                    | 3,8           | Ma-3460 - Platja de Muro              |
| Ma-3500       | Camí Vell de Muro                    | 9,3           | Ma-3440 - Muro                        |
| Ma-3501       | Ma-3501                              | 4,2           | Ma-3500 - Sa Pobla                    |
| Ma-3210       | Ma-3210                              | 6,3           | Sineu - Maria                         |
| Ma-3510A      | Ma-3510A                             | 0,5           | Ma-3510 - Maria                       |
| Ma-3511       | Ma-3511                              | 7,8           | Sineu - Llubí                         |
| Ma-3512       | Ma-3512                              | 6,8           | Sineu - Ma-3440                       |
| Ma-3513       | Ma-3513                              | 2,2           | Maria - Ma-3440                       |
| Ma-3520       | Ma-3520                              | 2,8           | Maria - Ma-3442                       |
| Ma-3521       | Ma-3521                              | 4,7           | Ma-3520 - Ma-3540                     |

### Zona 4

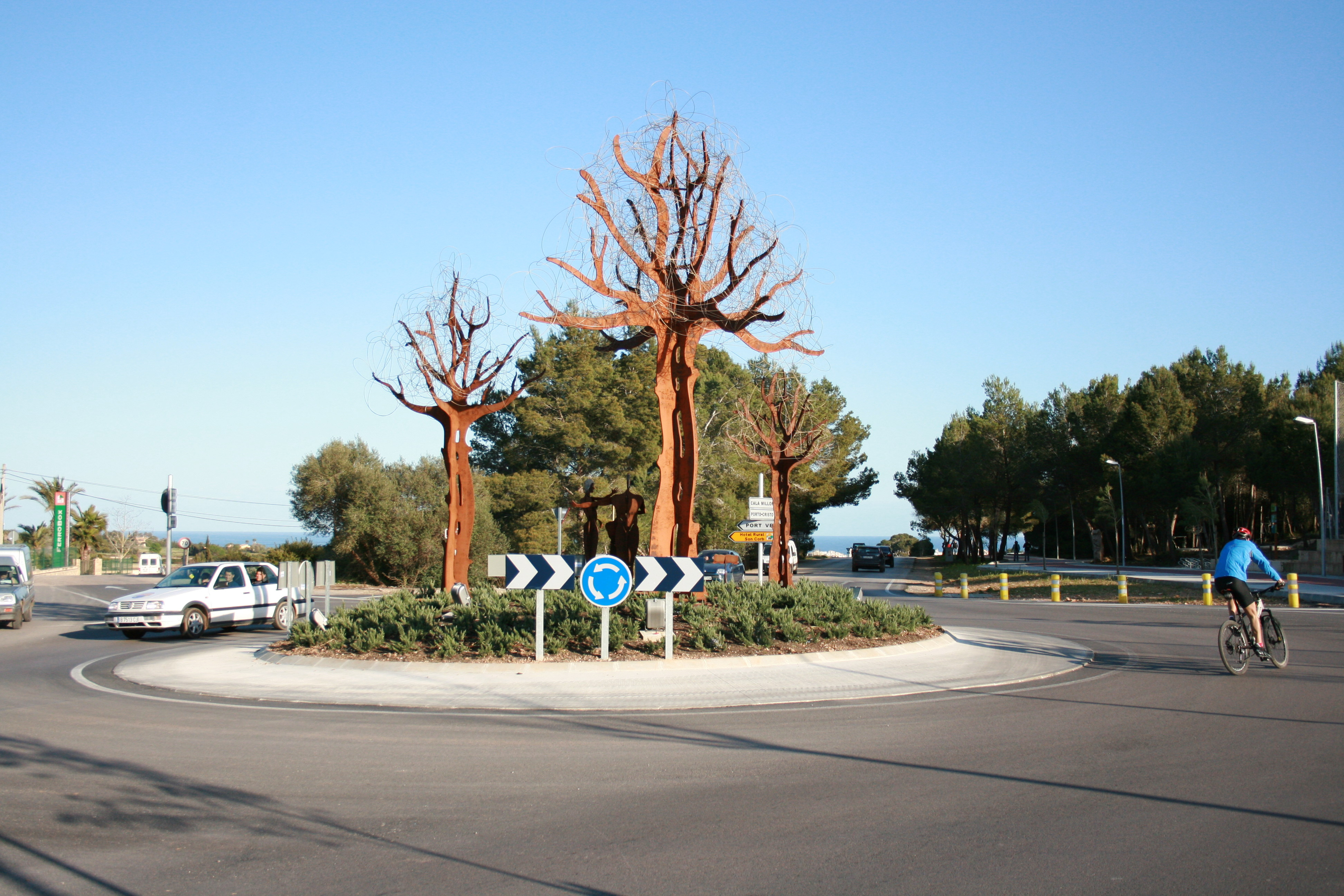

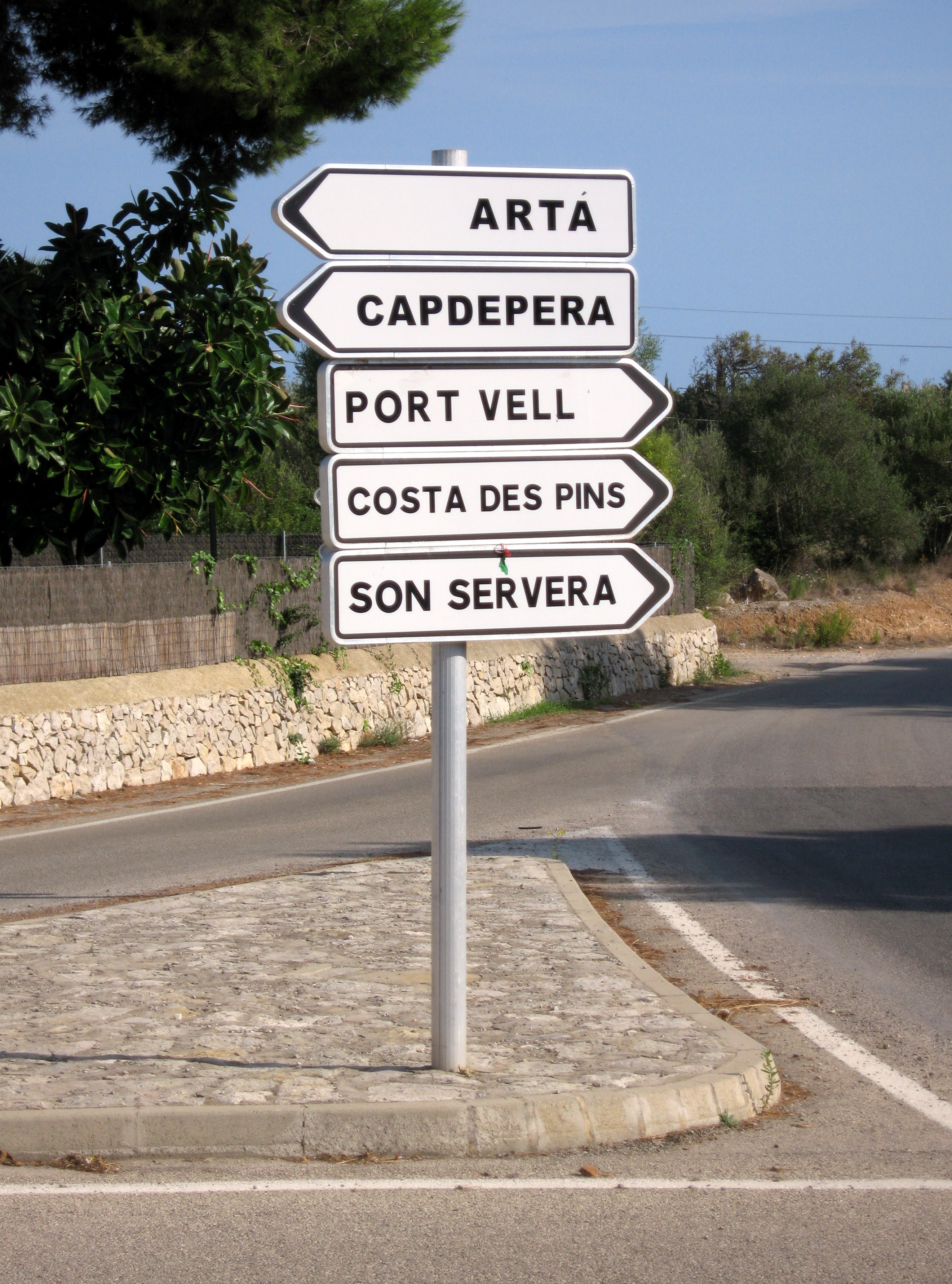

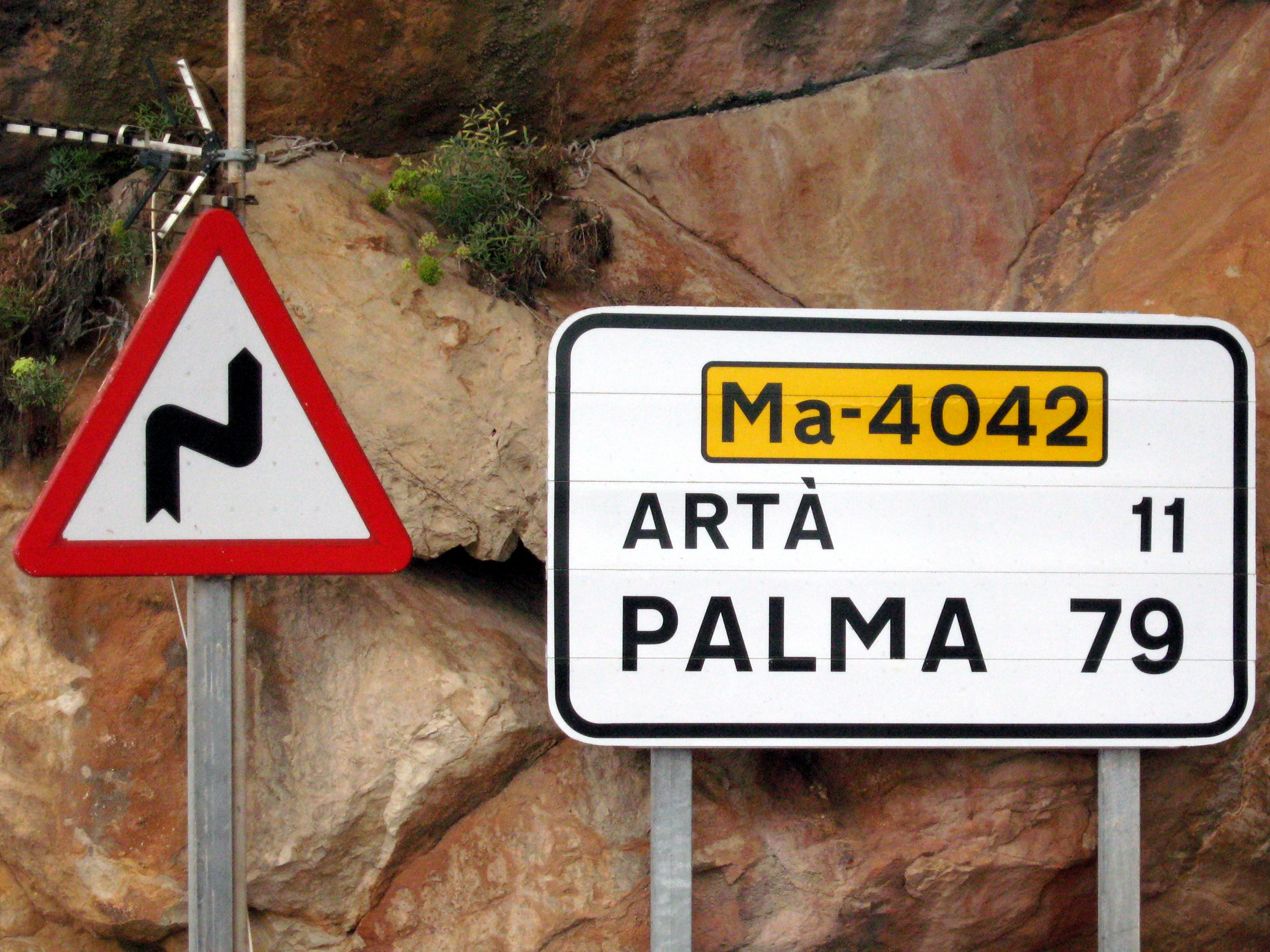

Comprèn carreteres l'identificador de les quals és Ma-4XXX i que discorren pels municipis d'Artà, Capdepera, Felanitx, Manacor, Sant Llorenç des Cardassar i Son Servera. Abasta tota l'àrea aquest i sud-est de l'illa i està delimitada per la carretera de Manacor (Ma-15) i la carretera de Santanyí a Manacor (Ma-14).
| Identificador | Denominació                            | Longitud (km) | Recorregut                                               |
| ------------- | -------------------------------------- | ------------- | -------------------------------------------------------- |
| Ma-4010       | Carretera de Portocolom                | 11,4          | Felanitx - Portocolom                                    |
| Ma-4011       | Ma-4011                                | 5             | Ma-4010 - Santuari de Sant Salvador                      |
| Ma-4012       | Ma-4012                                | 9,2           | S'Alqueria Blanca - Ma-4010                              |
| Ma-4013       | Ma-4013                                | 3,8           | Calonge - Cala d'Or                                      |
| Ma-4014       | Ma-4014                                | 15,7          | Ma-4010 - Portocristo                                    |
| Ma-4015       | Ma-4015                                | 8,5           | Ma-4014 - Manacor                                        |
| Ma-4016       | Ma-4016                                | 5,5           | Ma-14 - Calonge                                          |
| Ma-4020       | Carretera de Portocristo               | 10,8          | Manacor - Portocristo                                    |
| Ma-4021       | Ma-4021                                | 15            | Manacor - S'Illot                                        |
| Ma-4022       | Ma-4022                                | 3             | Sant Llorenç des Cardassar - Ma-4021                     |
| Ma-4023       | Carretera de Portocristo a Son Servera | 9,2           | Portocristo - Son Servera                                |
| Ma-4024       | Ma-4024                                | 4,8           | Son Carrió - Portocristo                                 |
| Ma-4025       | Accés a s'Illot-Cala Morlanda          | 1,5           | Ma-4023 - S'Illot-Cala Morlanda                          |
| Ma-4026       | Carretera de Cala Millor               | 2,5           | Cala Millor - Son Servera                                |
| Ma-4027       | Accés a Cala Bona                      | 2,4           | Ma-4023 - Cala Bona                                      |
| Ma-4030       | Carretera de Son Servera               | 7,4           | Sant Llorenç des Cardassar - Son Servera                 |
| Ma-4031       | Camí de Xiclati                        | 6,2           | Son Servera - Ma-15                                      |
| Ma-4032       | Carretera del Port Vell                | 3,1           | Ma-4040 - Port Vell                                      |
| Ma-4033       | Ma-4033                                | 0,6           | Ma-4040 - Ma-4032                                        |
| Ma-4034       | Ma-4034                                | 2             | Son Servera - Ma-4032                                    |
| Ma-4040       | Carretera de Son Servera a Capdepera   | 10,2          | Son Servera - Capdepera                                  |
| Ma-4040A      | Carrer de Joan Massanet                | 0,6           | Ma-4040 - Ma-4023                                        |
| Ma-4040B      | Coll des Vidriers                      | 2             | Boca sud del túnel Ma-4040 - Boca nort del túnel Ma-4040 |
| Ma-4041       | Ma-4041                                | 6             | Ma-4040 - Artà                                           |
| Ma-4042       | Ma-4042                                | 10,6          | Artà - Coves d'Artà                                      |
| Ma-4043       | Ma-4043                                | 2             | Capdepera - Es Carregador                                |
| Ma-4050       | Carretera del Far de Capdepera         | 1,6           | Cala Rajada - Far de Capdepera                           |
| Ma-4060       | Carretera del Far de Portocolom        | 2,4           | S'Algar - Far de Portocolom                              |
| Ma-4100       | Camí de les Bones Dones                | 2,2           | Manacor - Ma-15                                          |

### Zona 5
Comprèn carreteres l'identificador de les quals és Ma-5XXX i que discorren pels municipis d'Algaida, Campos, Felanitx, Llucmajor, Montuïri, Palma, Porreres i Vilafranca de Bonany. Abasta la zona sud del Pla de Mallorca i està delimitada per la carretera de Manacor (Ma-15), la carretera de Santanyí a Manacor (Ma-14), i l'eix de Llevant (Ma-19).
| Identificador | Denominació       | Longitud (km) | Recorregut                     |
| ------------- | ----------------- | ------------- | ------------------------------ |
| Ma-5010       | Ma-5010           | 8,1           | Llucmajor - Algaida            |
| Ma-5011       | Camí Fondo        | 4,5           | Son Malferit - Aeroport        |
| Ma-5012       | Camí de Muntanya  | 1,8           | Ma-5011 - Ma-15E               |
| Ma-5013       | Camí de sa Síquia | 3,2           | Ma-15 - Ma-19A                 |
| Ma-5017       | Ma-5017           | 7,5           | Montuïri - Ma-5010             |
| Ma-5018       | Carretera de Cura | 5,2           | Randa - Santuari de Cura       |
| Ma-5020       | Ma-5020           | 11,1          | Llucmajor - Porreres           |
| Ma-5030       | Ma-5030           | 8,2           | Montuïri - Ma-5040             |
| Ma-5040       | Ma-5040           | 9,7           | Porreres - Campos              |
| Ma-5100       | Ma-5100           | 11,3          | Porreres - Felanitx            |
| Ma-5110       | Ma-5110           | 12,2          | Felanitx - Ma-15               |
| Ma-5111       | Ma-5111           | 12,2          | Ma-5100 - Vilafranca de Bonany |
| Ma-5120       | Ma-5120           | 10,6          | Campos - Felanitx              |
| Ma-5120A      | Carrer de Campos  | 0,35          | Ma-5120 - Plaça d'Espanya      |

### Zona 6
Comprèn carreteres l'identificador de les quals és Ma-6XXX i que discorren pels municipis de Campos, Llucmajor, ses Salines, Palma i Santanyí. Abasta la comarca de Migjorn i està delimitada per l'eix de Llevant (Ma-19).
| Identificador | Denominació                                  | Longitud (km) | Recorregut                        |
| ------------- | -------------------------------------------- | ------------- | --------------------------------- |
| Ma-6011       | Carretera Militar                            | 2,9           | S'Aranjassa - Ses Cadenes         |
| Ma-6013       | Accés al Molinar                             | 0,65          | Ma-19 - El Molinar                |
| Ma-6014       | Camí des Palmer                              | 38,2          | Ma-19 - Ma-6040                   |
| Ma-6015       | Carretera de s'Estanyol                      | 15,2          | Llucmajor - S'Estanyol de Migjorn |
| Ma-6015       | Camí de les Meravelles                       | 0,45          | Es Pil·larí - Les Meravelles      |
| Ma-6020A      | Accés a Llucmajor                            | 2,7           | Ma-19 - Llucmajor                 |
| Ma-6020B      | Accés a s'Arenal                             | 1,4           | S'Arenal - Ma-19 -                |
| Ma-6021       | Via de la Mediterrània / Avinguda de Miramar | 2,9           | S'Estanyol de Migjorn - Sa Ràpita |
| Ma-6030       | Carretera de sa Ràpita                       | 9,7           | Llucmajor - Sa Ràpita             |
| Ma-6031       | Ma-6031                                      | 5,5           | Campos - Ma-6014                  |
| Ma-6040       | Ma-6040                                      | 11,8          | Campos - Ma-6100                  |
| Ma-6100       | Carretera de sa Colònia                      | 12,8          | Santanyí - Colònia de Sant Jordi  |
| Ma-6101       | Ma-6101                                      | 4             | Ma-6040 - Ses Salines             |
| Ma-6102       | Carretera de Cala Figuera                    | 4,3           | Santanyí - Cala Figuera           |
| Ma-6110       | Carretera del Far del Cap Salines            | 2,5           | Ma-6100 - Far del Cap Salines     |